# Offensiva del Kosovo (1915)
L'Offensiva del Kosovo (in bulgaro Косовска настъпателна операция, trasl: Kosovska nastŭpatelna operatsiya) fu uno scontro che ebbe luogo in  questa regione tra il 10 novembre e il 4 dicembre 1915, durante la Prima Guerra mondiale. Questa battaglia segnò la capitolazione della Serbia.

## La battaglia e la sconfitta serba
La battaglia incominciò con l'attraversamento della Morava meridionale da parte della 1ª Armata bulgara. Il colpo principale fu assestato proprio dalla 1ª Armata, in direzione delle città di Niš e Pristina. Per due giorni, l'esercito serbo mantenne Prokuplje, dove esercitarono una resistenza di breve durata.
Dopo di ciò l'esercito serbo si ritirò a Gnjilane, dove tentò invano di resistere. I Serbi dunque tentarono un contrattacco disperato verso le città di Vranje e Kumanovo, per unirsi alle truppe anglo-francesi, ma furono ancora una volta sconfitti. La 6ª e la 9ª divisione di fanteria della 1ª Armata bulgara riuscirono a prendere facilmente Pristina il 24 novembre. Dopo la cattura della città, l'intera armata iniziò ad avanzare, sostenuta da unità della 11. Armee tedesca provenienti da nord. L'intera battaglia terminò il 4 dicembre con la cattura da parte delle forze degli Imperi centrali della città di Debar. I Serbi perdettero circa 30 000 soldati, 199 cannoni, 150 automobili e una grande quantità di equipaggiamento militare. L'esercito serbo si ritirò in Albania, dove si imbarcò alla volta dell'isola greca di Corfù.